# Grandfathered
Grandfathered é uma serie de televisão norte-americana de comedia criada por Daniel Chun, estrelada por John Stamos, Josh Peck e Paget Brewster. Foi exibida pelo canal Fox entre os dias 29 de setembro de 2015 até 10 de maio de 2016. Foi cancelada após sua primeira temporada que contou com 22 episódios.

## Sinopse
O seriado mostra a vida de Jimmy, um solteirão de longa data, tem sua vida revirada de cabeça para baixo quando ele descobre que é pai... E avô.

## Audiência
Durante as quatro primeiras semanas no ar, o seriado  teve média de 5,1 milhões de espectadores. Porém o primeiro e único ano obteve média semanal de 2.72 milhões de telespectadores.

## Critica
Grandfathered teve recepções positivas por parte da crítica especializada. No Rotten Tomatoes, o seriado recebeu uma aprovação de 68%, com base em 44 avaliações, com uma classificação média de 6.4/10. No site Metacritic, o seriado tem uma nota de 62 em 100, com base em 22 críticos. No Imdb, reservado para a avaliação do público, o filme tem uma nota 7,1/10 com base em 4.168 avaliações.

## Cancelamento
Originalmente o seriado só contaria com 13 episódios, mas devido a boa audiência obtida no seu primeiro mês no ar, o seriado ganhou mais 9 episódios mas sofreu com perda de audiência a cada episodio.
Devido a audiência considerada baixa pelo canal, o anuncio do fim do seriado foi feito logo após a exibição do ultimo episodio. O protagonista da serie, John Stamos, se despediu da serie através do twitter: “Estou orgulhoso de Grandfathered. Uma série que faz as pessoas se sentirem bem e reúne a família inteira. O tipo de TV que eu amo e vou continuar fazendo”.